# 원정 출산
원정 출산(遠征出産)은 문자적으로 현재의 거주지가 아닌 먼 외국에 가서 아이를 출산하는 것을 말하나 특히 자신의 자녀의 외국 국적 취득을 위해 해외에서 아이를 낳는 것을 가리킬 때가 많다. 원정과 출산의 합성어이며 단지 출산의 목적을 위하여 산모가 단기간 대상국을 방문하여 출산하는 사례만을 지칭하며 유학이나 취업등 장기간 거주중에 아이를 출산하는 경우는 원정 출산이라고 부르지 않는다. 그 대상이 되는 나라는 출산하면 시민권이나 국적이 부여되는 속지주의를 행하는 미국, 캐나다 등이다. 대한민국에서는 대략 매년 5000 여명의 아이들이 미국에서 원정출산으로 태어나는 것으로 추정되고 있다. 이는 대한민국의 전체 출산아의 약 1%에 해당하는 숫자이며, 또한 이것은 원정출산만을 전문으로 다루는 업체에서 추정하는 숫자이므로 이런 기관들을 이용하지 않고 출산하는 아이들을 합치면 숫자는 훨씬 더 많을 것으로 추정된다. 일본에서는 일본 내에서 저출산으로 인해 산부인과가 줄어들자 대한민국으로 원정 출산을 한다. 중국의 경우, 중국 본토에서 홍콩으로 원정 출산하는 것이 금지되었다.
현재 한국인이 가장 원정출산을 많이 가는 국가는 출생지주의 시민권 제도를 운영하고 있는 미국과 캐나다이다. 뉴질랜드 역시 2006년 국적법 개정 이전까지는 원정출산을 많이 갔던 국가 중 하나였다.
반면, 한국인이 후진국이거나 말거나 원정 출산을 가는 경우도 있는데, 이는 병역기피를 하기 위해서이다.
2018년 11월 도널드 트럼프가 미 수정헌법 개헌을 주장하며 속지주의 시민권 부여 정책을 폐지할 것을 검토하였으나 헌법 개정은 국민투표 외에 행정명령으로는 개정할 수 없으므로 이 정책은 보류되었다. 대신 2020년 1월부터 ESTA를 비롯한 미국 비자 심사 과정에서 여성들에게 임신 여부에 관련된 질문을 의무화하기로 의결하였다. 앞으로 미국의 외교공관에서 비자 인터뷰를 진행할 때 영사는 재량으로 여성 신청자들에게 임신 여부를 묻고, 이에 따라 비자 발급을 거부할 수 있다.
아르헨티나는 타국 여성들이 원정 출산을 하러 많이 찾아오는 나라이다. 이유는 아르헨티나 국적은 취득하기는 쉽지만 포기는 불가능하기 때문이며 아르헨티나의 병역이 모병제인 덕분에 이제 태어나는 아들이 전쟁터에 끌려가는 것을 막기 위해서는 아르헨티나 국적만큼 좋은 게 없기 때문이다. 러시아-우크라이나 전쟁이 발발하자 러시아의 임산부 5,000 여 명이 아르헨티나로 가서 원정 출산을 했다.

## 원정출산 과정 중 발생할 수 있는 요소들
- 출산 2~3개월전에 비행기 탑승을 하는 것은 태아와 산모의 건강에 심각한 도전이 될 수 있고 조산 가능성도 높아 질 수 있다.[4]

이용하여 병원비를 혜택을 받고 출산하였을 경우 추후 미국 재방문시 문제가 될 수도 있다.
- 공증서류, 행정절차에 해박하지 않은 경우 출생신고와 여권 신청 등의 업무 진행이 지연되면 체류 기간이 늘어나 숙박비와 생활비 등 비용 부담이 커진다.

- 혼인증명서 공증은 미리 준비하지 않으면 신생아가 태어난 후 약 48시간 후에 미국 정부에 아버지 정보는 누락되고 어머니만 아이의 친권자로 등재된다.

- 아기의 여권이 나오는데 급행 서비스를 이용해도 3주 이상의 시간이 소요되는 경우가 있다. 따라서 넉넉한 추가 생활비가 필요하고 애초에 비자를 발급 받아 입국해서 장기 체류할 넉넉한 시간이 필요하다.[5]

### 출산 도우미
- 현재 미국에는 한국인 방문자들의 원정출산을 돕기 위해 영업하는 기관들이 성업중이다.[6]

## 같이 보기
- 한국계 미국인
- 미국의 이민